# Campionato europeo maschile di pallacanestro 1957
Il 10º Campionato Europeo Maschile di Pallacanestro FIBA (noto anche come FIBA EuroBasket 1957) si è tenuto dal 20 al 30 giugno 1957 a Sofia in Bulgaria.
I Campionati europei maschili di pallacanestro sono una manifestazione biennale tra le squadre nazionali organizzata dalla FIBA Europe.

## Partecipanti
Partecipano sedici nazionali divise in quattro gruppi composti da quattro squadre ciascuno.
| Gruppo A                                         | Gruppo B                                         | Gruppo C                                       | Gruppo D                                  |
| ------------------------------------------------ | ------------------------------------------------ | ---------------------------------------------- | ----------------------------------------- |
| - Albania - Jugoslavia - Scozia - Cecoslovacchia | - Austria - Polonia - Unione Sovietica - Turchia | - Bulgaria - Germania Ovest - Francia - Italia | - Belgio - Finlandia - Romania - Ungheria |

## Prima fase
La vincente di ogni gara si aggiudica due punti, la perdente uno. Le prime due di ogni gruppo accedono alla fase finale, le rimanenti giocheranno per le posizioni dalla nona alla sedicesima.

### Gruppo A
| Gara | Team 1         | Team 2     | 1.T.  | 2.T.  | Supp. | Finale |
| ---- | -------------- | ---------- | ----- | ----- | ----- | ------ |
| A1   | Cecoslovacchia | Scozia     | 59:24 | 64:20 | –     | 123:44 |
| A2   | Albania        | Jugoslavia | 30:38 | 27:51 | –     | 57:89  |
| A3   | Jugoslavia     | Scozia     | 42:14 | 52:25 | –     | 94:39  |
| A4   | Cecoslovacchia | Albania    | 34:17 | 37:20 | –     | 71:37  |
| A5   | Scozia         | Albania    | 30:18 | 35:24 | –     | 65:42  |
| A6   | Cecoslovacchia | Jugoslavia | 21:27 | 58:34 | –     | 79:61  |

### Gruppo B
| Gara | Team 1           | Team 2  | 1.T.  | 2.T.  | Supp. | Finale |
| ---- | ---------------- | ------- | ----- | ----- | ----- | ------ |
| B1   | Unione Sovietica | Austria | 56:21 | 51:17 | –     | 107:38 |
| B2   | Polonia          | Turchia | 27:22 | 28:28 | –     | 55:50  |
| B3   | Turchia          | Austria | 50:19 | 30:38 | –     | 80:57  |
| B4   | Unione Sovietica | Polonia | 37:29 | 46:42 | –     | 83:71  |
| B5   | Austria          | Polonia | 18:25 | 20:37 | –     | 38:62  |
| B6   | Unione Sovietica | Turchia | 21:13 | 59:36 | –     | 80:49  |

### Gruppo C
| Gara | Team 1         | Team 2         | 1.T.  | 2.T.  | Supp. | Finale |
| ---- | -------------- | -------------- | ----- | ----- | ----- | ------ |
| C1   | Bulgaria       | Francia        | 38:33 | 29:19 | –     | 67:52  |
| C2   | Germania Ovest | Italia         | 26:37 | 26:36 | –     | 52:73  |
| C3   | Bulgaria       | Italia         | 39:17 | 33:28 | –     | 72:45  |
| C4   | Francia        | Germania Ovest | 44:24 | 39:15 | –     | 83:39  |
| C5   | Italia         | Francia        | 31:29 | 28:32 | –     | 59:61  |
| C6   | Bulgaria       | Germania Ovest | 44:29 | 56:29 | –     | 100:58 |

### Gruppo D
| Gara | Team 1    | Team 2    | 1.T.  | 2.T.  | Supp. | Finale |
| ---- | --------- | --------- | ----- | ----- | ----- | ------ |
| D1   | Ungheria  | Romania   | 30:28 | 36:37 | –     | 66:65  |
| D2   | Finlandia | Belgio    | 35:33 | 41:41 | –     | 76:74  |
| D3   | Ungheria  | Finlandia | 21:20 | 29:19 | –     | 50:39  |
| D4   | Belgio    | Romania   | 28:32 | 17:25 | –     | 45:57  |
| D5   | Romania   | Finlandia | 40:34 | 43:38 | –     | 83:72  |
| D6   | Ungheria  | Belgio    | 41:18 | 43:32 | –     | 84:50  |

## Fase finale

### Girone di consolazione
Le terze e le quarte classificate nei gironi preliminari si incontrano in un girone unico con partite di sola andata. La vincente del girone si classifica al nono posto nella classifica finale, la seconda al decimo e poi a scendere fino al sedicesimo posto. La vittoria vale due punti, la sconfitta uno.
| Gara | Team 1         | Team 2         | 1.T.  | 2.T.  | Supp. | Finale |
| ---- | -------------- | -------------- | ----- | ----- | ----- | ------ |
| E1   | Italia         | Belgio         | 51:28 | 40:22 | –     | 91:50  |
| E2   | Finlandia      | Germania Ovest | 41:22 | 20:25 | –     | 61:47  |
| E3   | Scozia         | Albania        | 29:20 | 40:36 | –     | 69:56  |
| E4   | Turchia        | Austria        | 32:26 | 27:16 | –     | 59:42  |
| E5   | Turchia        | Belgio         | 40:28 | 43:42 | –     | 83:70  |
| E6   | Finlandia      | Austria        | 27:27 | 26:24 | –     | 53:51  |
| E7   | Germania Ovest | Albania        | 34:21 | 38:22 | –     | 72:43  |
| E8   | Scozia         | Italia         | 24:45 | 23:46 | –     | 47:91  |
| E9   | Germania Ovest | Italia         | 20:30 | 17:27 | –     | 37:57  |
| E10  | Turchia        | Scozia         | 39:27 | 61:27 | –     | 100:54 |
| E11  | Austria        | Belgio         | 23:29 | 35:41 | –     | 58:70  |
| E12  | Finlandia      | Albania        | 48:16 | 43:26 | –     | 91:42  |
| E13  | Finlandia      | Belgio         | 34:36 | 50:31 | –     | 84:67  |
| E14  | Austria        | Scozia         | 29:19 | 19:28 | –     | 48:47  |
| E15  | Albania        | Italia         | 17:40 | 25:42 | –     | 42:82  |
| E16  | Germania Ovest | Turchia        | 18:24 | 15:30 | –     | 33:54  |
| E17  | Finlandia      | Italia         | 32:56 | 55:41 | –     | 87:97  |
| E18  | Albania        | Turchia        | 28:34 | 36:63 | –     | 64:97  |
| E19  | Austria        | Germania Ovest | 30:26 | 25:32 | –     | 55:58  |
| E20  | Belgio         | Scozia         | 46:24 | 30:27 | –     | 76:51  |
| E21  | Turchia        | Italia         | 20:17 | 37:33 | –     | 57:50  |
| E22  | Belgio         | Germania Ovest | 18:20 | 32:26 | –     | 50:46  |
| E23  | Finlandia      | Scozia         | 48:24 | 24:32 | –     | 72:56  |
| E24  | Albania        | Austria        | 22:29 | 23:29 | –     | 45:58  |
| E25  | Finlandia      | Turchia        | 32:37 | 19:38 | –     | 51:75  |
| E26  | Belgio         | Albania        | 44:21 | 46:27 | –     | 90:48  |
| E27  | Italia         | Austria        | 24:22 | 8:8   | –     | 32:30  |
| E28  | Scozia         | Germania Ovest | 19:22 | 23:20 | 2:7   | 44:49  |

### Turno finale
Per designare la nazione campione le prime e le seconde classificate nei gironi preliminari si incontrano in un girone unico con partite di sola andata. La vittoria vale due punti, la sconfitta uno.
| Gara | Team 1           | Team 2           | 1.T.  | 2.T.  | Supp. | Finale |
| ---- | ---------------- | ---------------- | ----- | ----- | ----- | ------ |
| F1   | Francia          | Unione Sovietica | 18:46 | 35:37 | –     | 53:83  |
| F2   | Cecoslovacchia   | Ungheria         | 29:26 | 36:36 | –     | 65:62  |
| F3   | Polonia          | Romania          | 27:30 | 28:25 | 11:15 | 66:70  |
| F4   | Bulgaria         | Jugoslavia       | 51:24 | 48:52 | –     | 99:76  |
| F5   | Polonia          | Ungheria         | 35:39 | 28:38 | –     | 63:77  |
| F6   | Francia          | Romania          | 14:24 | 31:41 | –     | 45:65  |
| F7   | Unione Sovietica | Jugoslavia       | 57:28 | 40:33 | –     | 97:61  |
| F8   | Bulgaria         | Cecoslovacchia   | 39:38 | 43:42 | –     | 82:80  |
| F9   | Polonia          | Bulgaria         | 35:43 | 34:31 | –     | 69:74  |
| F10  | Romania          | Ungheria         | 29:34 | 32:42 | –     | 61:76  |
| F11  | Francia          | Jugoslavia       | 30:35 | 42:40 | –     | 72:75  |
| F12  | Unione Sovietica | Cecoslovacchia   | 38:32 | 24:28 | –     | 62:60  |
| F13  | Jugoslavia       | Cecoslovacchia   | 33:52 | 41:43 | –     | 74:95  |
| F14  | Francia          | Ungheria         | 22:40 | 36:41 | –     | 58:81  |
| F15  | Unione Sovietica | Polonia          | 43:29 | 43:35 | –     | 86:64  |
| F16  | Romania          | Bulgaria         | 26:43 | 28:24 | –     | 54:67  |
| F17  | Jugoslavia       | Polonia          | 31:39 | 38:29 | –     | 69:68  |
| F18  | Romania          | Unione Sovietica | 31:38 | 32:49 | –     | 63:87  |
| F19  | Francia          | Cecoslovacchia   | 31:34 | 31:30 | –     | 62:64  |
| F20  | Ungheria         | Bulgaria         | 17:25 | 35:38 | –     | 52:63  |
| F21  | Francia          | Bulgaria         | 28:31 | 32:29 | 5:8   | 65:68  |
| F22  | Cecoslovacchia   | Polonia          | 34:31 | 46:30 | –     | 80:61  |
| F23  | Jugoslavia       | Romania          | 23:29 | 37:43 | –     | 60:72  |
| F24  | Ungheria         | Unione Sovietica | 26:36 | 25:26 | –     | 51:62  |
| F25  | Ungheria         | Jugoslavia       | 46:30 | 35:31 | –     | 81:61  |
| F26  | Cecoslovacchia   | Romania          | 31:27 | 30:28 | –     | 61:55  |
| F27  | Francia          | Polonia          | 30:29 | 32:36 | –     | 62:65  |
| F28  | Bulgaria         | Unione Sovietica | 23:19 | 34:41 | –     | 57:60  |

## Classifica Finale
| Campione d'Europa | Campione d'Europa | Campione d'Europa |
| --- | ----------------- | --- |
| Unione Sovietica3 Muižnieks, 4 Valdmanis, 5 Torban, 6 Stonkus, 7 Zubkov, 8 Bočkarëv, 9 Laga, 10 Semënov, 11 Lauritėnas, 12 Ozerov, 13 Minashvili, 14 Studeneckij, All. Stepan Spandarjan |                   | |
| Argento | Bulgaria          | Bulgaria3 Semov, 4 Gančev, 5 Mirčev, 6 Radev, 7 Kănev, 8 Lazarov, 9 G. Panov, 10 Totev, 11 Barčovski, 12 L. Panov, 13 Tomovski, 14 Pejčinski, All. Ljudmil Katerinski                     |
| Bronzo | Cecoslovacchia    | Cecoslovacchia3 Ja. Tetiva, 4 Ordnung, 5 Škeřík, 6 Bobrovský, 7 Lukášik, 8 Chocholáč, 10 Rylich, 11 Baumruk, 12 Merkl, 14 Kolář, 15 Šíp, 16 Ji. Tetiva, All. Gustáv Hermann               |
| 4 | Ungheria          | Ungheria3 Bánhegyi, 4 Czinkán, 5 Gabányi, 6 Judik, 7 Liptai, 8 Greminger, 9 Zsíros, 10 Tóth, 11 Simon, 12 Bencze, 13 Borbély, 14 Keszei, 15 Sahin-Tóth, All. Zoltán Csányi                |
| 5 | Romania           | Romania3 Costescu, 4 Borbely, 5 Nedef, 6 Folbert, 7 Răducanu, 8 A. Bereţchi, 9 Niculescu, 10 Fodor, 11 Erdögh, 12 Nováček, 13 Nagy, 14 A. Cucoș, All. Alexandru Popescu                   |
| 6 | Jugoslavia        | Jugoslavia3 M. Nikolić, 4 Kandus, 5 Radović, 6 Engler, 7 Katić, 8 Minja, 9 Daneu, 10 Miletić, 11 Müller, 12 Loci, 13 Kristančić, 14 Dermastija, All. Aza Nikolić                          |
| 7 | Polonia           | Polonia3 Wawro, 4 Wichowski, 5 Pstrokoński, 6 Nartowski, 7 Fęglerski, 8 Olszewski, 9 Sitkowski, 10 Pawlak, 11 Młynarczyk, 12 Wójcik, 13 Skrzeczkowski, 14 Pacuła, All. Zygmunt Olesiewicz |
| 8 | Francia           | Francia3 Bertorelle, 4 Baltzer, 5 Monclar, 6 Buffière, 7 Sturla, 8 Guillaume, 9 Antoine, 10 Grange, 11 Mayeur, 12 Veyron, 13 Desseaux, 14 Lefebvre, All. Robert Busnel                    |
| 9 | Turchia           | Turchia3 Gündüz, 4 Granit, 5 Girgin, 6 Tezol, 7 Erim, 9 Baturalp, 11 Karabelen, 12 Dinçer, 13 Erimer, 14 Erkan, 15 Türkoğlu, All. Jim McGregor                                            |
| 10 | Italia            | Italia4 Zagatti, 5 Motto, 6 Volpato, 7 Posar, 8 Gamba, 10 Conti, 11 Rocchi, 12 Pomilio, 13 Macoratti, 14 Costanzo, 15 Alesini, 16 Sarti, All. Nello Paratore                              |
| 11 | Finlandia         | Finlandia3 Lampén, 4 Nuutinen, 5 Lindholm, 6 Suviranta, 7 Jantunen, 8 Suhonen, 9 Kala, 10 Kuusela, 11 Sylander, 12 Salonen, 13 Mutru, 14 Koivisto, All. Kalevi Tuominen                   |
| 12 | Belgio            | Belgio3 Van Mechelen, 4 Jolijt, 5 Storme, 6 De Meyer, 7 De Nayer, 8 Deweerdt, 9 Martin, 10 Terrace, 11 Loridon, 12 Van Den Avondt, 13 Feyen, 14 Van Kersschaever, All. Eddy Verswijvel    |
| 13 | Germania Ovest    | Germania Ovest3 Auxer, 4 Lamade, 5 Stein, 6 Vogt, 7 Stolz, 8 Rigauer, 9 Biller, 10 Ottmar, 11 Brydniak, 12 Schulz, 14 Peter, 15 Griese, 16 Scherer, All. Theodor Vychodil                 |
| 14 | Austria           | Austria4 Brousek, 5 Karall, 6 Walz, 7 Polansky, 8 Schön, 9 Grohs, 10 Thiering, 13 Waldingbrett, 14 Vranitzky, 15 Probst, 16 Schürer, 17 Waschkau, All. Herbert Haselbacher                |
| 15 | Scozia            | Scozia4 Chalmers, 5 Johnston, 6 Bell, 7 McTear, 8 Dixon, 10 Dunn, 11 Litster, 12 Flockhart, 13 McCrae, 14 Robinson, 15 Hagart, 17 Deans, All. John Fischer                                |
| 16 | Albania           | Albania3 Teneqexhi, 4 Borova, 5 Goga, 6 Gjata, 7 Qirici, 8 Përmeti, 9 Meka, 10 Sokoli, 11 Sotiri, 12 Murzaku, 13 Kona, All. Naim Pilku                                                    |

## Premi individuali
- MVP del torneo:  Jiří Baumruk